# Mirimiri (Côte d'Ivoire)
Pour les articles homonymes, voir Mirimiri.
Mirimiri est une localité du Nord de la Côte d'Ivoire et appartenant au département de Boundiali dans la Région des Savanes.